# Cibernet
CTIA - The Wireless Association (anteriormente o Cellular Telecommunications Industry Association), a associação fundada em 1984 para representar as comunicações sem fio empresas nos Estados Unidos, desenvolveu um processo e o protocolo com o líder de dados de câmaras de compensação no tempo, ou seja, GTE, agora Syniverse, e Appex Lunayach Sistemas, para a troca de chamada registro de informações e a fatura e pagar uns dos outros para a prestação deste serviço.
O protocolo desenvolvido necessário o uso de um padrão de formato de registo. O padrão do registro de sistema que foi desenvolvido foi chamado de o celular inter-faturamento direto da operadora de câmbio roamer (CIBER) registro e a função conhecida como CIBER Roaming no Sistema de Liquidação (também conhecido como financeiros de compensação e liquidação) foi desenvolvido e fornecido como um serviço para os membros da CTIA pela CTIA.
Eventualmente, a CTIA decidiu criar uma entidade separada financeira para executar esta função e, em 1988, Cibernet foi criado, inicialmente escrito "CIBERNet." Cibernet do papel desde a sua criação tem vindo a definir, desenvolver e manter o CIBER roaming no sistema de liquidação.
Após o sucesso de móveis nos Estados Unidos analógico advanced mobile phone sistemas (AMPS) de mercado, Cibernet estabelecida em Londres operação em 1995 para fornecer compensação financeira serviços de liquidação para os emergentes digital GSM mercado.
Em 2000, Cibernet inseridos os dados de compensação do mercado inicialmente focada no mercado emergente da Índia, e desde que os dados de operações de remoção para mais de 45 redes na Índia, Ásia Central, sudeste Asiático e o continente Africano, processamento TOQUE em gravar volumes.
Em Março de 2003, Cibernet foi vendido pela CTIA para um grupo de investidores de private equity, incluindo Venturehouse Grupo e Jeong H. Kim. Este grupo importante de investimento. Uma web baseada em plataforma de software e sistema chamado One1Clear foi desenvolvido, o que proporcionou um sistema integrado e automatizado extremo-a-extremo de compensação e de liquidação de serviços.
Cibernet anunciou consultoria, ferramentas e serviços de apoio a comunicações sem fio empresas e operadoras de telefonia móvel.
Em Maio de 2007, CB Holdings, controladora da Cibernet, foi adquirida pela MACH S. um.r.L, empresa pertencente a Warburg Pincus e com sede no Luxemburgo.